# Pueblo ese'ejja

Los ese'ejja (huarayos, tiatinaguas, tambopata-guarayos, baguajas, baguajairis, echojas, mohinos, quinaquis o guacanahuas) son un pueblo indígena que habita una parte de la región amazónica aledaña a los límites entre Perú y Bolivia. En Perú habitan las riveras de los ríos  Madre de Dios, Tambopata y Heath, mientras que en Bolivia habitan las riveras de los ríos Beni y Madre de Dios. Lingüísticamente forman parte de las lenguas tacanas.

## Historia
Los incas entraron en contacto con los ese'ejja durante el reinado de Sinchi Roca y Yahuar Huaca en las riveras del río Beni. El contacto con la cultura europea ocurre hacia 1567 con la expedición de Maldonado a la región del Alto Madre de Dios; posteriormente Domingo Álvarez de Toledo llegó hasta territorio habitado por los ese'ejja.
Existe una publicación de Nicolás Armendia en 1887, en la cual menciona una expedición de 1770 que ubica a los ese'ejja en las cabeceras de los ríos Madre de Dios y Madidi.
Hacia 1900 la población de esta etnia se encontraba ubicada en las cabeceras de los ríos Heath y Tambopata.
Durante el período del apogeo del caucho, los ese'ejja tuvieron enfrentamientos con los "patrones" , estos conflictos ocasionaron una fuerte baja demográfica.
La población que se auto-reconoció como ese'ejja en el censo boliviano de 2001 fue de 396 personas. Este número aumentó a 1687 en el censo de 2012.

## Organización y economía
Los ese'ejja se organizan en dos mitades patrilineales exogámicas, en donde se da el intercambio de mujeres entre estas dos mitades. Esto está reglamentado, de tal manera que se da preferencia a la prima cruzada (hija del hermano de la madre o hija de la hermana del padre). Siendo la filiación patrilineal y la residencia de la nueva pareja matrilocal o uxorilocal, es decir, con la familia de la esposa. Practican la endogamia y en ocasiones la poligamia relativa. Cultura patriarcal y reserva el derecho al liderazgo a los hombres.
Las actividades económicas realizadas por los ese'ejja son la agricultura de roza y quema, la pesca, la caza y la recolección de castañas, madera y caucho. La pesca es una actividad diaria que forma parte de su cotidianeidad.